# پی‌ام‌ویکی
پی‌ام‌ویکی(به انگلیسی: PmWiki) یک نرم‌افزار ویکی که به وسیلهٔ پاتریک آر میشُد(به انگلیسی: Patrick R. Michaud) نوشته شده‌است.
این نرم‌افزار با پروانهٔ گنو منتشر شده‌است.

## تمرکز طراحی
پی‌ام‌ویکی به گونه‌ای طراحی شده‌است تا موتوری باشد که به سادگی نصب و سفارش‌سازی شود و بتواند برای ساخت وبگاه‌های پیشرفته با یک یا هر شماری از نویسندهٔ محتوا به کار رود. این نرم‌افزار روی سادگی استفاده تمرکز کرده‌است بنابراین مردم می‌توانند با اندکی آگاهی دربارهٔ فناوری اطلاعات و تجربهٔ ویکی از آن بهره گیرند. این نرم‌افزار با این که به سادگی می‌تواند به عنوان یک ویکی ساده استفاده شود، همچنین به گونه‌ای طراحی شده‌است که بسیار قابل گسترش و تنظیم‌شدنی باشد.

## امکانات

### ذخیرهٔ محتوا
پی‌ام‌ویکی از پرونده‌های متنی معمولی برای ذخیرهٔ داده‌ها بهره می‌گیرند. هر صفحه از ویکی در یک پروندهٔ ویژه روی کارگزار وب ذخیره می‌شود. صفحه‌ها با قالب اسکی یا یونیکد ذخیره می‌شند و می‌توانند مستقیماً به وسیلهٔ مدیران در ویکی ویرایش شوند. بنا به گفتهٔ نویسندهٔ این نرم‌افزار برای کارهای معمولی (نمایش، ویرایش، تاریخچهٔ صفحه) ذخیره در پرونده‌ها سریع‌تر از دسترسی آن‌ها در یک پایگاه دادگان است.

### الگوها
پی‌ام‌ویکی یک روش الگویی دارد که به وسیلهٔ آن می‌توان نما و حالت ویکی یا وبگاه را با انعطاف و خمش فراوان در شیوهٔ کارکرد و ظاهر سفارش‌سازی کرد.

### مهار دسترسی
پی‌ام‌ویکی این امکان را به کاربران و مدیران می‌دهد تا از حفاظت گذرواژه‌ای برای صفحه‌های شخصی و گروه‌های صفحه‌ها یا همهٔ وبگاه بهره گیرند. برای نمونه، محدوده‌های نهاده‌شده امکان کار گروهی دسته‌هایی ویژه را ممکن می‌کند، مانند شبکهٔ درونی یک شرکت.
حفاظت گذرواژه‌ای می‌تواند برای خواندن، ویرایش‌کردن، بارگذاری پرونده و تغییر گذرواژه‌ها برای قلمروهای محدودشده به کار رود. با به کاربردن برنامه‌های دلخواه می‌توان حفاظت گذرواژه‌ای را در یک پروندهٔ ‎.htpasswd‏ بالا برد.
فراهم‌آوردن امکانات اختیاری و تصدیق به وسیلهٔ منابع بیرونی (چون ال‌دپ) نیز پشتیبانی شده‌است.

### سفارش‌سازی
هدف‌های اصلی پی‌ام‌ویکی سادگی نصب، امکان نگهداری و نداشتن امکانات نالازم بیرون از هستهٔ نرم‌افزار است. طراحی پی‌ام‌ویکی، سفارش‌سازیِ آن را با کمک بسته‌های گسترش نرم‌افزار شدنی می‌کند و آن بسته‌ها که با نام دستورهای خوراک‌پزی(به انگلیسی: recipes) شناخته می‌شوند در کتاب آشپزی پی‌ام‌ویکی موجود می‌باشند. ساخت بسته‌های گسترش دلخواه با بهره‌گیری از تابع‌های چنگکی موتور این ویکی امکان‌پذیر می‌شود.

## نیازهای نرم‌افزار
پیش‌نیازهای اجرای موتور پی‌ام‌ویکی موردهای زیر هستند:
- پی‌اچ‌پی ۴٫۱ یا پس از آن.
- یک کارگزار وب که بتواند اجرای برنامه‌های پی‌اچ‌پی را پشتیبانی کند.
- نوشتن اجازه‌ها برای حساب کاربری در شاخهٔ پی‌ام‌ویکی در کارگزار وب (تنها برای ویرایش غیرِبرخط نیاز است)
- نداشتن محدودیت برای پسوند نوع پرونده در کارگزار وب (گاه این مشکل در میزبانی‌های رایگان وجوددارد)